# Microregione di Seridó Ocidental
Seridó Ocidental è una microregione dello Stato del Rio Grande do Norte in Brasile, appartenente alla mesoregione di Central Potiguar.

## Comuni
Comprende 7 comuni:
- Caicó
- Ipueira
- Jardim de Piranhas
- São Fernando
- São João do Sabugi
- Serra Negra do Norte
- Timbaúba dos Batistas